# 夏舜霆
迈克尔·雷·迪布丁·夏舜霆，夏舜霆男爵，CH，PC（1933年3月21日—），又譯赫塞爾廷、夏信廷、夏思定、希素庭和赫索泰，英國保守黨政治家和商人，是托利黨改革派（Tory Reform Group）的支持者，亦被视作一国派（"One Nation" Tory）的派閥人士。擔任內閣職位時長期是戴卓爾夫人在黨內的主要政敵。1983至1986年出任國防大臣，1995至1997年出任英國副首相。
| 官衔          | 官衔                     | 官衔            |
| ------------- | ------------------------ | --------------- |
| 前任者： 賀維 | 英國副首相 1995年–1997年 | 繼任者： 彭仕國 |